# 王寮镇
王寮镇，是中华人民共和国陕西省渭南市富平县一个已撤销的乡级行政区，2015年，陕西省民政厅批复同意撤销王寮镇，将其所辖行政区域划归流曲镇。